# Loop Subdivision Surface

Loop Subdivision

Loop Subdivision Surface ist ein Unterteilungsschema für Dreiecksnetze, entwickelt von Charles Loop.
Dabei wird jedes Dreieck in vier neue Dreiecke unterteilt, wodurch auch neue Punkte entstehen.